# Douchy-les-Mines
Douchy-les-Mines là một xã ở tỉnh Nord trong vùng Hauts-de-France, Pháp.

## Thành phố kết nghĩa
- Mielec, Ba Lan